# Папортно-Сопотник
Папортно-Сопотник (пол. Paportno-Sopotnik) — село в Польщі, у гміні Фредрополь Перемишльського повіту Підкарпатського воєводства.
У 1975-1998 роках село належало до Перемишльського воєводства.